# مگس ولگرد
مگس ولگرد (نام علمی: Hypoderminae) نام یک زیرخانواده از تیره مگس پاشنه است.